# Orania subnodulosa
Orania subnodulosa is een slakkensoort uit de familie van de Muricidae. De wetenschappelijke naam van de soort is voor het eerst geldig gepubliceerd in 1893 door Melvill.